# Piotr Ochocki

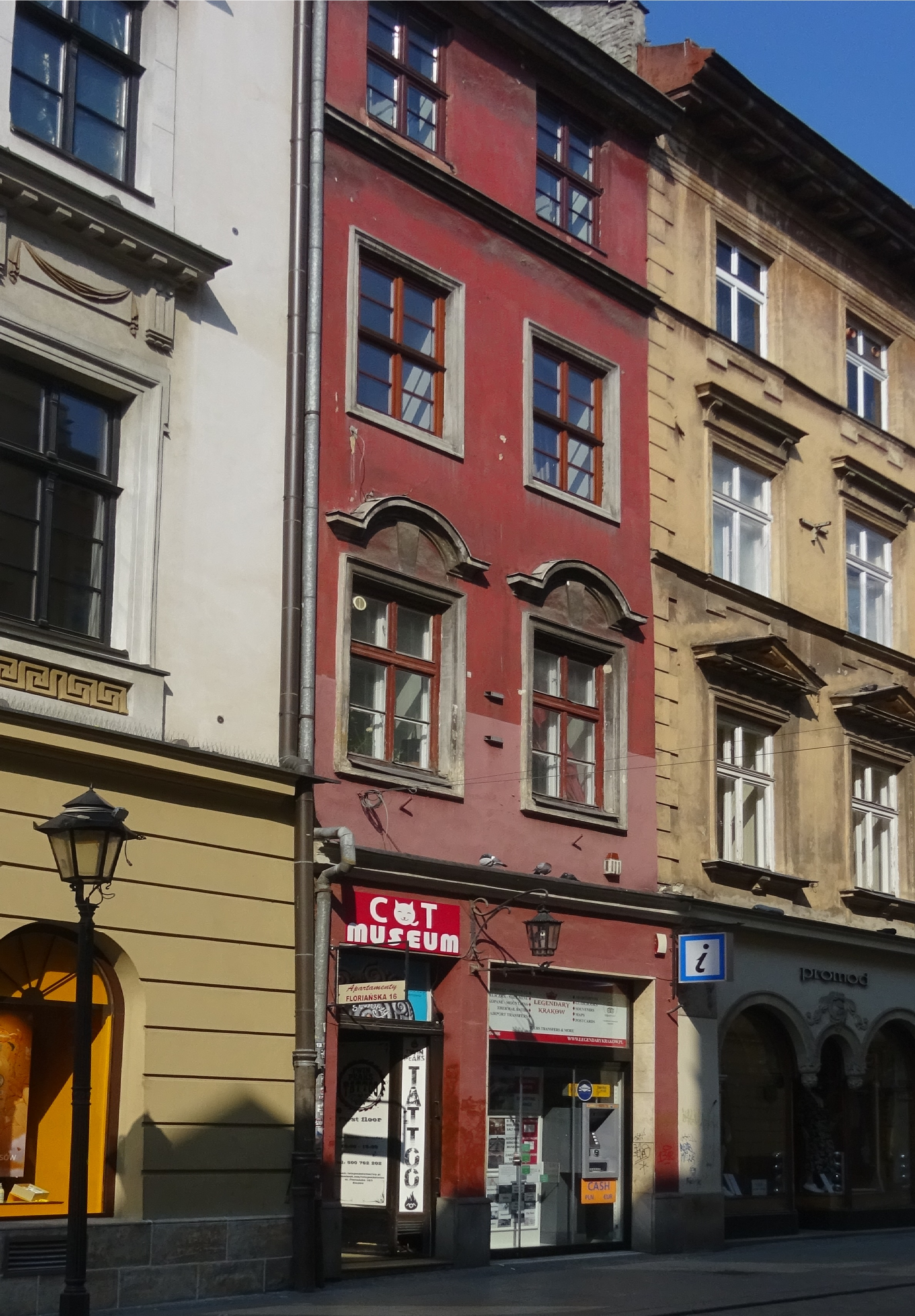
Kamienica Ochockich w Krakowie przy ul. Floriańskiej 16.

Piotr Ochocki herbu Ostoja (zm. po 1681) – ławnik miejski w Krakowie, stolnik grabowiecki.

## Życiorys
Piotr Ochocki pochodził z osiadłej w Krakowie szlacheckiej rodziny pieczętującej się herbem Ostoja, wywodzącej się zapewne z Ochocic koło Kamieńska w dawnym województwie sieradzkim. Był synem Gabriela, ławnika sądowego i rajcy krakowskiego. Jego bratem był Gabriel Ochocki starszy, profesor i rektor Akademii Krakowskiej, rajca i burmistrz miasta Krakowa. W roku 1637 Piotr Ochocki został właścicielem kamienicy, która dziś bywa nazywana Kamienicą Ochockich. Kamienica ta znajduje się przy ulicy Floriańskiej 16 na krakowskim Starym Mieście. Piotr Ochocki w latach 1649–1652 był ławnikiem miejskim w Krakowie. Od 1681 roku piastował urząd stolnika grabowieckiego. Uczestniczył w walkach z wojskami Karola Gustawa podczas potopu szwedzkiego. W roku 1676 wraz z bratankiem Stanisławem Jackiem na sejmie odzyskali szlachectwo za zasługi w czasie walk ze Szwedami. O Piotrze Ochockim i o jego zasługach w wojnie ze Szwedami pisał Kasper Niesiecki w „Herbarzu polskim”:

Ochocki herbu Ostoja [...] Piotr: ojciec lubo z antenatów swoich szlachcicem się urodził, przecież tej swojej prerogatywy zapomniawszy, w mieście Krakowie osiadł. Piotr jednak syn jego, z młodszych zaraz lat wojenno traktując, i ze Szwedami mężnie się za ojczyznę potykając, kulą postrzelony i okaleczony, wysłużył to sobie, że Konstytucja 1676. na koronacji Króla Jana, żeby mu ojcowski proceder najmniej nie szkodził, zagrodziła, i za rodowitego z przodków swoich szlachcica przyznała. [...] Do tejże łaski tamże przyjęto Stanisława Jacka Ochockiego, synowca tegoż Piotra, a syna Gabriela.